# جورج ليونز
جورج ليونز (بالإنجليزية: George Lyons)‏ هو لاعب كرة قاعدة أمريكي، ولد في 25 يناير 1891، وتوفي في 12 أغسطس 1981.